# 無敵道
『無敵道』（むてきみち）および『REIJI〜無敵道 新章〜』（れいじ むてきみち しんしょう）は、楠本哲による日本の漫画作品。監修は玄秀盛。

## 概要
『無敵道』は『ヤングキング』（少年画報社）にて2005年8号に読み切りとして掲載、同年14号より2010年3号まで連載された。主人公・堂本零時が歌舞伎町を舞台に様々な問題を抱えた人達を救済していく物語。
『無敵道』以前の堂本零時を描いたスピンオフ作品『交渉人 堂本零時』が『月刊ヤングキング』（同）にて、2007年1月号（創刊第2号）から2011年まで連載された後、『ヤングキングルーキーズ』14号まで本作と並行して連載された。横浜を舞台に、若かりし日の堂本零時が活躍する物語。
『月刊ヤングキング』（同）が創刊3周年を迎えた記念として、本作のスピンオフ『無敵道 外伝』が2009年11月号と12月号に掲載された。
『REIJI〜無敵道 新章〜』は、『ヤングキング』にて2010年7号から2012年2号まで連載された。続編である新章では樫野怜士が主人公である。
2010年には『交渉人 堂本零時』がオリジナルビデオ作品にて映像化された。その発売を記念して、『月刊ヤングキング』2011年4月号には本作の予告編と本編の前半約20分を収めたDVDが付属された。

## あらすじ
『無敵道』

『REIJI〜無敵道 新章〜』

## 登場人物
『無敵道』

『REIJI〜無敵道 新章〜』

## 実写版
Softgarageが2010年に製作し、2011年2月19日にジーダスが発売した『交渉人 堂本零時』のオリジナルビデオ（DVD）。

### スタッフ
- 監督：宝来忠昭
- 製作：伊藤靖浩
- 企画・脚本：伊藤秀裕
- 企画協力：戸田秀作
- プロデューサー：本橋孝夫、旭正嗣
- ポストプロダクションプロデューサー：金子尚樹
- 音楽：遠藤浩二
- 撮影：小山田勝治
- 録音：沼田和夫
- 美術：松塚隆史
- 編集：目見田健
- 音響効果：橋本正明
- 助監督：水内宏征
- 制作担当：前橋浩一
- 制作協力：エクセレントフィルムズ
- 製作：Softgarage

### キャスト
- 堂本零時：久保田悠来
- 小雪：さとう珠緒
- 3号：服部真樹
- 1号：田中萌
- 矢吹：中村譲
- 貴島：赤井英和
- 冬美：宮田あゆみ
- 佐々木：幸将司
- 桃瀬：吉田大蔵
- 阿佐田：ホリケン。

## 書誌情報
- 楠本哲 『無敵道』 少年画報社〈ヤングキングコミックス〉、全9巻
  1. 2005年10月7日発売[6]、ISBN 4-7859-2579-5
  2. 2006年6月9日発売[7]、ISBN 4-7859-2651-1
  3. 2006年12月11日発売[8]、ISBN 4-7859-2724-0
  4. 2007年7月9日発売[9]、ISBN 978-4-7859-2813-1
  5. 2007年12月10日発売[10]、ISBN 978-4-7859-2888-9
  6. 2008年7月28日発売[11]、ISBN 978-4-7859-3001-1
  7. 2008年12月19日発売[12]、ISBN 978-4-7859-3078-3
  8. 2009年6月25日発売[13]、ISBN 978-4-7859-3184-1
  9. 2010年3月8日発売[14]、ISBN 978-4-7859-3331-9
- 楠本哲 『交渉人 堂本零時』少年画報社〈ヤングキングコミックス〉、全8巻
  1. 2007年5月25日発売[15]、ISBN 978-4-7859-2781-3
  2. 2007年11月19日発売[16]、ISBN 978-4-7859-2877-3
  3. 2008年7月18日発売[17]、ISBN 978-4-7859-2996-1
  4. 2009年2月19日発売[18]、ISBN 978-4-7859-3109-4
  5. 2009年10月19日発売[19]、ISBN 978-4-7859-3244-2
  6. 2010年8月9日発売[20]、ISBN 978-4-7859-3439-2
  7. 2011年2月19日発売[21]、ISBN 978-4-7859-3572-6
  8. 2011年9月12日発売[22]、ISBN 978-4-7859-3696-9
- 楠本哲 『REIJI〜無敵道 新章〜』 少年画報社〈ヤングキングコミックス〉、全4巻
  1. 2010年8月9日発売[23]、ISBN 978-4-7859-3438-5
  2. 2011年3月14日発売[24]、ISBN 978-4-7859-3583-2
  3. 2011年9月12日発売[25]、ISBN 978-4-7859-3695-2
  4. 2012年3月12日発売[26]、ISBN 978-4-7859-3801-7
- 楠本哲 『新宿歌舞伎町 駆け込み寺 弱者救済編』 少年画報社〈YKベスト〉、2018年9月25日発売[27]、ISBN 978-4-7859-6293-7 - 『無敵道』のエピソードを収録した総集編[27]。